# Walter Baumgartner (Literaturwissenschaftler)
Walter Baumgartner (* 27. Juli 1941 in Zofingen) ist ein Schweizer Literaturwissenschaftler und Skandinavist. Er ist emeritierter Professor für neuere skandinavische Literaturen an der Universität Greifswald.

## Leben
Baumgartner studierte von 1960 bis 1970 Germanistik, Skandinavistik, Geschichte und Musikwissenschaft an der Universität Zürich (Schweiz), der Universität Uppsala (Schweden) und der Universität Oslo (Norwegen). Sowohl seine Promotion (1975) als auch seine Habilitation (1980) erfolgten an der Universität Zürich.
Von 1970 bis 1976 war er als wissenschaftlicher Assistent in der Nordistik der Christian-Albrechts-Universität zu Kiel tätig, anschließend war er 1976 bis 1980 Assistent an der Universität Zürich. 1979 war er Gastprofessor an der University of Chicago (USA) und von 1980 bis 1994 war er Professor an der Ruhr-Universität Bochum. 1994 wurde er Professor für neuere skandinavische Literaturen an der damals noch nach Ernst Moritz Arndt benannten Universität Greifswald. Als Mitglied einer 2009 vom Senat eingerichteten Namenskommission verfasste Baumgartner ein Gutachten, das sich für die Umbenennung der Universität aussprach.

## Forschung und Lehre
Baumgartner forscht in einem interdisziplinären Projekt zur Gelegenheitsliteratur im Ostseeraum in der frühen Neuzeit der Universitäten Greifswald, Kopenhagen und Lund.
Zu den Schwerpunkten seiner Arbeit zur neueren skandinavischen Literatur gehören die Autoren Knut Hamsun, Henrik Ibsen und August Strindberg sowie ebenfalls neuere skandinavische Lyrik und Musik.

## Sonstiges
Baumgartner tritt mit einem Tango-Orchester auf und ist am Festival Nordischer Klang beteiligt. Er ist Mitherausgeber der Fachzeitschrift Skandinavistik : Zeitschrift für Sprache, Literatur und Kultur der nordischen Länder.

## Werke (Auswahl)
- 1976: Tarjei Vesaas. Eine ästhetische Biographie. Neumünster (= Skandinavistische Studien, hg. von Otto Oberholzer, Bd. 5), ISBN 3-529-03305-7
- 1979: Triumph des Irrealismus. Rezeption skandinavischer Literatur im ästhetischen Kontext Deutschlands 1860 bis 1910. (= Skandinavistische Studien, hg. von Otto Oberholzer, Bd. 10), Neumünster,  ISBN 3-529-03310-3
- 1987 (Hrsg.): Applikationen. Analysen skandinavischer Erzähltexte. Frankfurt a. M., Bern, New York  (= Texte und Untersuchungen zur Germanistik und Skandinavistik, hg. von Heiko Uecker, Bd. 13)
- 1987 (Hrsg.): August Strindberg – Werke in zeitlicher Reihenfolge. Zehnter Band 1903-1905. Frankfurt a. M.
- 1993 (Hrsg.): Wahre lyrische Mitte "Zentrallyrik"? Ein Symposium zum Diskurs über Lyrik in Deutschland und in Skandinavien. Frankfurt a. M. [u. a.] : Lang (= Texte und Untersuchungen zur Germanistik und Skandinavistik, Nr. 34, hg. von Heiko Uecker), ISBN 3-631-46707-9
- 1997: Knut Hamsun, mit Selbstzeugnissen und Bilddokumenten dargestellt von Walter Baumgartner. Rowohlt, Reinbek, ISBN 3-499-50543-6
- 1998: Den modernistiske Hamsun. Medrivende og frastøtende. Gyldendal Norsk Forlag, Oslo
- 2003: (Hrsg. mit Thomas Fechner-Smarsly): August Strindberg. Der Dichter und die Medien. München
- 2006 (Hrsg.): Ostsee-Barock : Texte und Kultur. Berlin / Münster : Lit, ISBN 3-8258-9987-X
- 2013: Artistik, Ironie und Gewalt bei Knut Hamsun. Aufsätze, Vorträge, Artikel, Essays und Interview, Verlag Peter Lang, ISBN 978-3-631-64058-6